# Barry Briggs
Barry Briggs, född 1934 i Nya Zeeland, är en framstående speedwayförare.
Han har tagit fyra VM-guld och innehar rekordet i antal raka VM-finalstarter. 17 stycken mellan 1954 och 1970. Briggs krasch vid VM-finalen på Wembley Stadium 1972 är omtalad. Det var då svenske Bernt Persson körde ner Briggs i startsvängen och han blev överkörd av två efterföljande förare.